# Ronde van Estland (vrouwen)
De Ronde van Estland is een eendaagse wielerwedstrijd voor vrouwen in Estland. De wedstrijd vindt sinds 2022 plaats op de dag dat de mannen de tweede etappe van de Ronde van Estland rijden. Start en finish vinden beide plaats in Tartu. De wedstrijd kent een classificatie van 1.2.

## Overwinningen per land
| Overwinningen | Land                |
| ------------- | ------------------- |
| 2             | Polen               |
| 1             | Nederland, Oekraïne |

Mannen: 
2013 ·
2014 ·
2015 ·
2016 ·
2017 ·
2018 ·
2019 ·
2020 ·
2021 ·
2022 · 
2023 · 
2024 · 
2025
Vrouwen: 
2022 · 
2023 · 
2024 · 
2025